# 查爾斯·史都特
查爾斯·史都特（英語：Charles Sturt，1795年4月28日—1869年6月16日），又譯司徒德，是一位英國探險家，曾經多次探測澳大利亞。他帶領探險隊多次進入澳大利亞內陸，從悉尼及阿德萊德出發。他的探險隊沿著幾條向西流的河川前進，確定它們都匯流入墨累河。他也曾尋找澳大利亞的“內陸海”。

## 生平
他出生于英屬印度孟加拉，是家中13个孩子中的长子，父亲托马斯（Thomas Lenox Napier Sturt）是英属东印度公司员工。他五岁时被送回英格兰的亲戚家，在英国接受教育。1810年，他就读哈罗公学。
1812年，他打算就读剑桥大学，但家里没钱，他的姑妈向摄政王求情，1813年9月9日，他被安排到英国陆军第39步兵团，获少尉军衔。
他曾参加半岛战争和1812年战争。滑铁卢战役结束后不久，他返回欧洲，并在1823年4月7日晋升中尉，1825年12月15日又晋升上尉。1827年5月23日，他乘船押送罪犯前往新南威尔士，并抵达悉尼。
他很喜欢新南威尔士的环境。新南威尔士总督拉尔夫·达林对他评价很高，将他提升为少校，他又结识了约翰·奥克斯利、艾伦·坎宁安、汉密尔顿·休姆等探险家，开始了对澳大利亚的探险。

## 以其命名的事物
- 斯特河（英语：Sturt River）
- 斯圖爾特國家公園
- 斯圖特高速公路
- 查爾斯史都華大學
- 斯特爾特沙漠豌豆

## 外部連結
- Charles Sturt的作品  - 古騰堡計劃
- 互联网档案馆中查爾斯·史都特的作品或与之相关的作品
- Portrait of Charles Sturt （页面存档备份，存于） in the National Portrait Gallery, London.